# Virgen de Trapani
La Virgen de Trapani o Nuestra Señora de Trapani (en italiano: Madonna di Trapani) es una advocación de la Virgen María que toma su nombre de la ciudad italiana de Trapani en la isla de Sicilia. Se trata además, de un modelo iconográfico generalmente realizado en alabastro que cuenta con varias réplicas en diferentes países.

## Historia
El origen de esta advocación no está claro, existiendo gran cantidad de relatos al respecto. 
Según una leyenda, la imagen original se veneraba en el Monte Carmelo en Palestina, siendo posteriormente trasladada a Sicilia, a la ciudad de Trapani en donde permaneció la devoción y la imagen. Otra leyenda asegura que fuera realizada por Nino Pisano para la isla de Chipre, pero que tras el avance de los turcos la imagen pasaría a Trapani donde "se quedó milagrosamente".
Según otra leyenda, Pisano la realizó en el siglo XIII, en Florencia para el Convento de la Annunziata de esta ciudad y posteriormente, su culto alcanzó gran devoción popular, difundiéndose por todo el Mediterráneo occidental.

## Ejemplos
En Trapani (Sicilia), en la Basílica-santuario de María Santissima Annunziata se encuentra la imagen original, que es atribuida a Nino Pisano.
Algunos ejemplos de réplicas de esta Virgen son:

### Italia
- En Palermo, en el convento de Clérigos Regulares,  se encuentra una estatua atribuida a Antonello Gagini.

### España

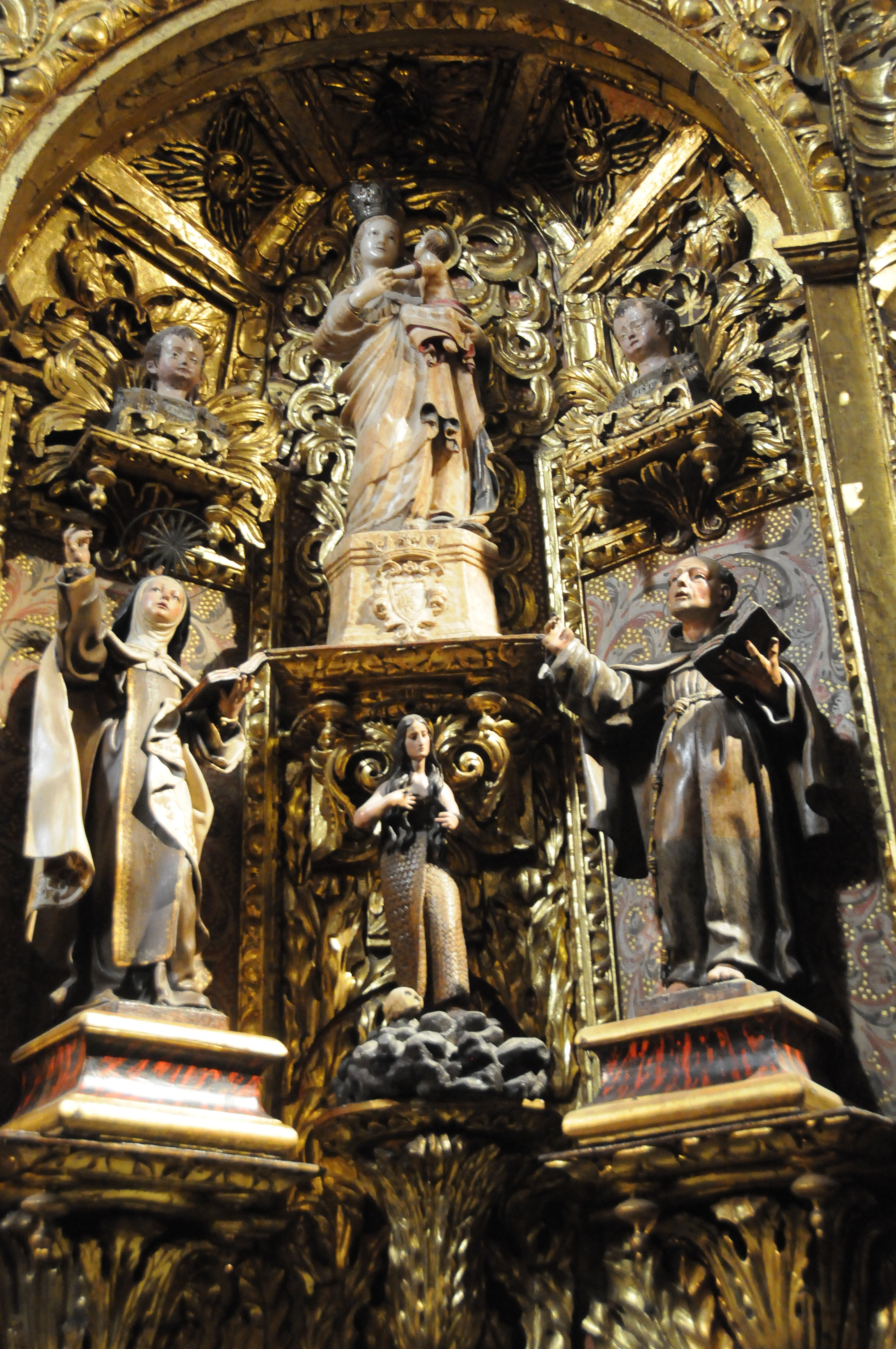
Réplica en la Catedral de Orense

- En Tenerife se encuentra una bella réplica en el tesoro de la Catedral de San Cristóbal de La Laguna y otra en el museo de arte sacro del Convento de Santa Clara de Asís.[2]
- En Málaga se encuentra en la parroquia de la Divina Pastora y Santa Teresa.[1]
- En Sevilla se encuentra la que se cree que es la Virgen de Trapani más antigua de Andalucía, en la parroquia de San Lorenzo. Corresponde al tipo de la primitiva Virgen del Carmen de Trapani.[1]
- En Orense se encuentra una réplica del siglo XVI en la Capilla del Santo Cristo de la catedral de la ciudad.
- En Casar de Cáceres en la Iglesia de Nuestra Señora de la Asunción.
- En el Museo de Navarra se conserva otra réplica.
- En Palma de Mallorca y Sóller.

### México
- En la ciudad de Puebla se encuentra un copia pictórica de esta escultura en la biblioteca palafoxiana

### Tunisia
- En La Goulette, en la iglesia homónima se encuentra una estatua de la Virgen de Trapani.